# グランデ山
グランデ山（ポルトガル語、Monte Grande）とは、アフリカ大陸のすぐ西の大西洋上に位置するバルラヴェント諸島を構成する島の1つである、サル島に存在する山の1つである。

## 地理

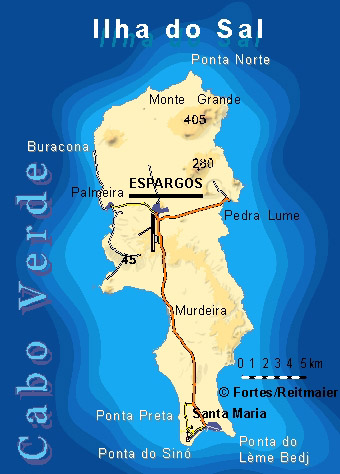
サル島の全島地図。島の北東端部のMonte Grandeと書かれている場所がグランデ山である。

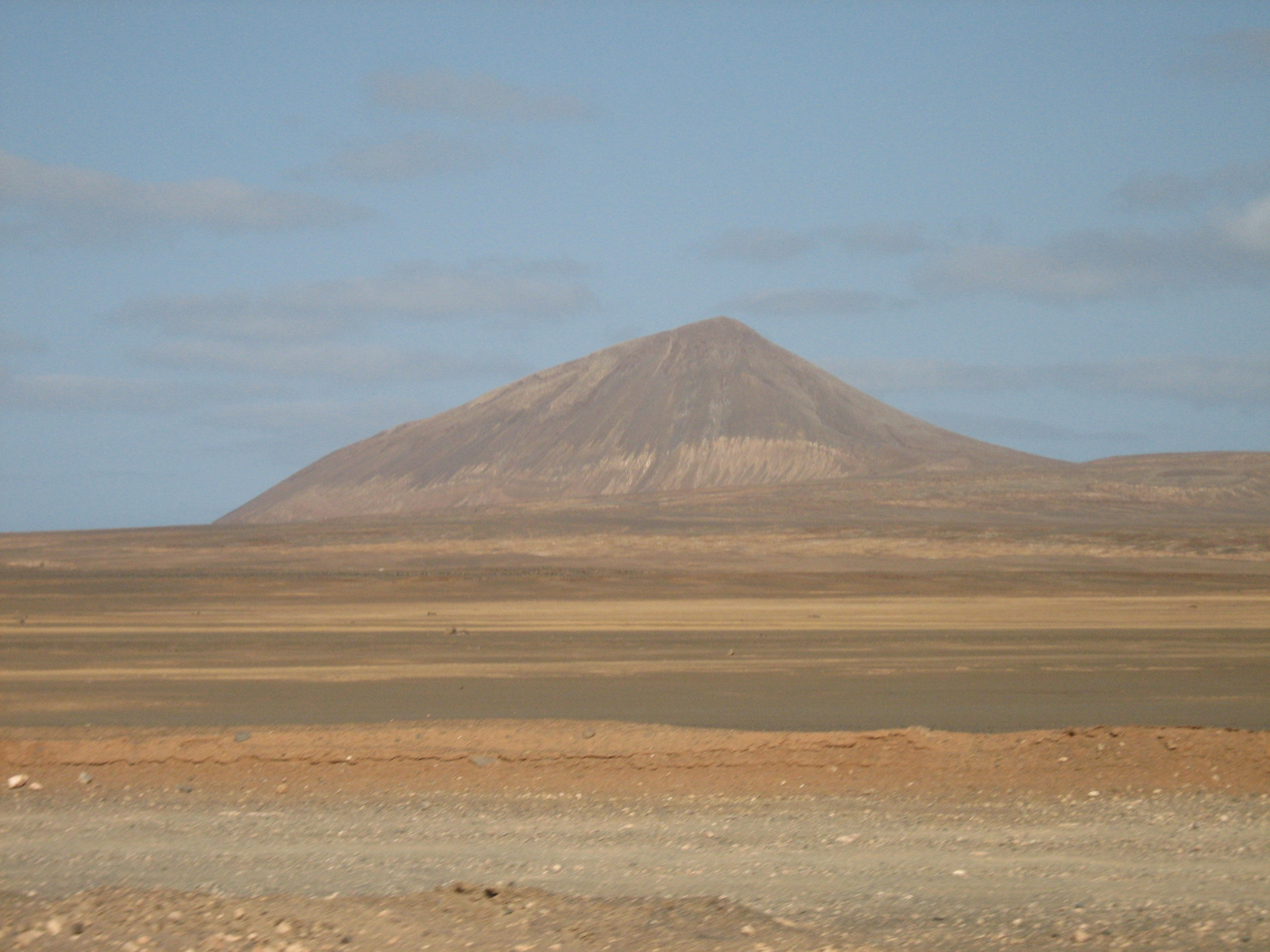
グランデ山全体を収めた写真。

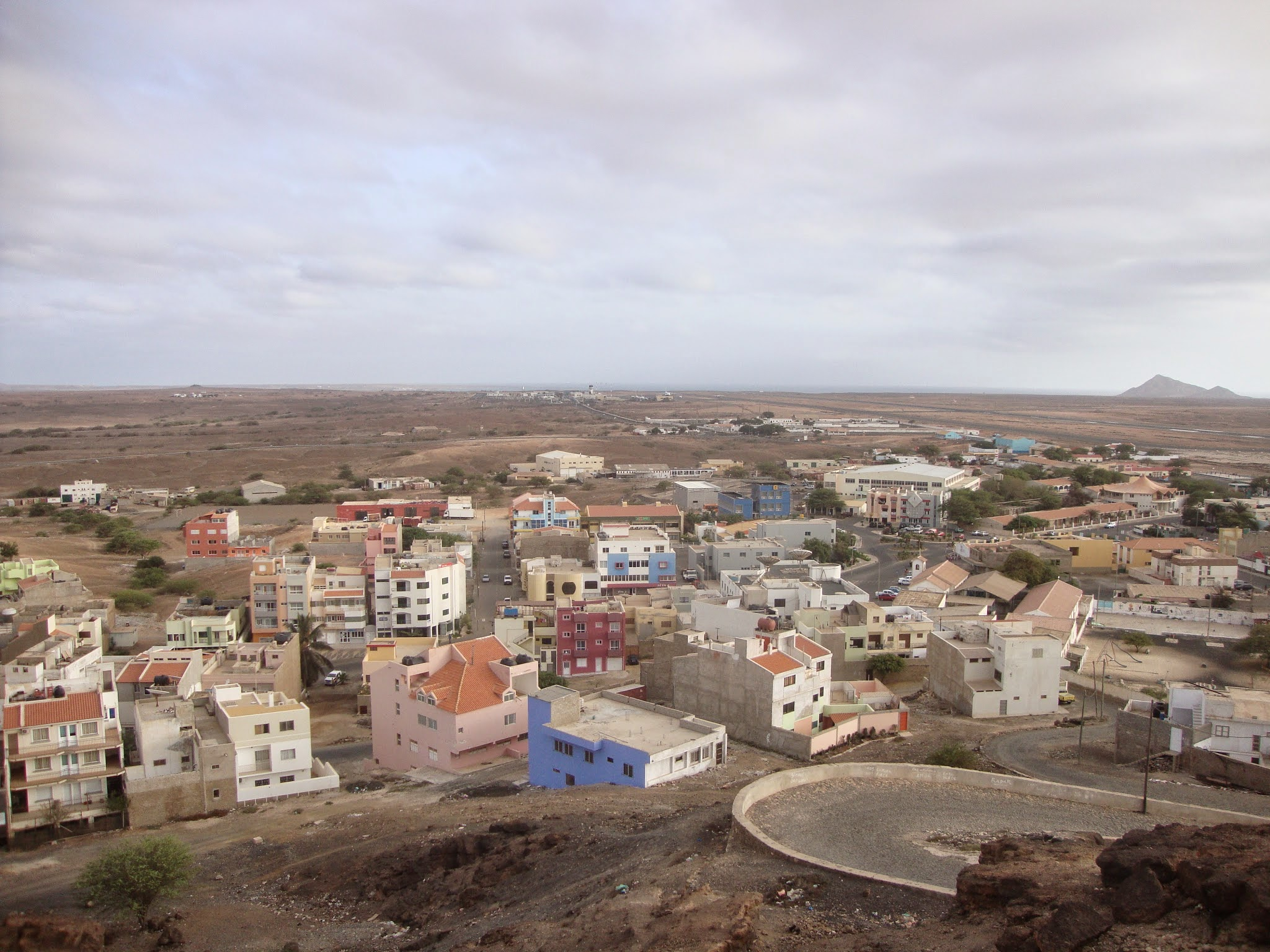
en:Espargosの町。写真の右端に霞んで見える2つの山のうち、高い方がグランデ山である。

グランデ山は、おおよそ北緯16度49分15秒、西経22度54分36秒付近に位置しており

、ここはサル島の北東端部に当たり、カーボベルデに属している。ところで「Monte Grande」とは「大きな山」を意味するポルトガル語であるわけだが、その名の通り、サル島における最高峰は、山頂の標高が約405 mのグランデ山である

。
サル島は、かつて火山島として誕生した島であり、グランデ山は成層火山として形成された山だと考えられている。しかし、現在ではサル島において火山活動は見られず、このグランデ山も、すでに完全に活動を終えた死火山とされている。なお、この山は地質学的な価値が存在するとして、開発などから保護されている

。
ちなみに、サル島内において最大の人口を要するen:Espargosの町（人口1万数千人）から見ると、グランデ山は、北東に約8 kmの所に位置しており、条件が良ければ、町から山容を確認することも可能である。